# Lobby (série télévisée)
Pour les articles homonymes, voir Lobby (homonymie).
Lobby est mini-série québécoise en neuf épisodes de 45 minutes, scénarisée par Michelle Allen, réalisée par Jean-Claude Lord, et diffusée entre le 7 octobre et le 2 décembre 1996 sur le réseau TVA.

## Fiche technique
- Scénaristes : René Gingras, Louise Roy, Diane Cailhier, Normand Canac-Marquis et Michelle Allen
- Réalisation : Jean-Claude Lord
- Producteur : André Dupuy
- Société de production : Sovimage

## Distribution
- Isabel Richer : Alexandra « Alex » Roy
- Normand Fauteux : Stéphane Lemieux, mari d'Alex
- Yves Corbeil : Maurice Roy
- Diane Arcand : Édith Roy
- Caroline Dhavernas : Roxanne Roy, sœur d'Alex
- Corinne Chevarier : Nancy Roy
- Judith-Emmanuelle Lussier : Astrid Lemieux-Roy, fille d'Alex
- Joël Drapeau-Dalpé : Julien Lemieux-Roy, fils d'Alex
- Michel Forget : Léon Robitaille
- Andreas Apergis : Dan Sinclair
- René Gagnon : Hervé Riendeau
- Louise Portal : Geena Fraser-Shrier
- Gaston Lepage : Philippe Lebel
- Annette Garant : Johanne Bastien
- James Bradford : Gerald Peterson
- Karina Aktouf : Aïcha
- Rose-Andrée Michaud : Nicole
- Doris Milmore : Marielle
- Estelle Esse : Lucille
- Kurt Reis : M. McKay
- Rachid El Ouali : Prince Karim
- Alan Fawcett : M. Riley
- Bianca Gervais : Bénédicte
- Geneviève Langlois : Geneviève Lareau
- Suzanne Lemoine : Louise Phaneuf
- Jessica Barker : Virginie Robitaille
- Jacques Godin : Riche industriel
- Michel Thériault : Interne
- Claude Prégent : Pierre-Louis Lesage
- Hélène Major : Gabrielle Brabant
- Noémie Yelle : Annette